# Zettlitz
Zettlitz är en kommun och ort i Landkreis Mittelsachsen i förbundslandet Sachsen i Tyskland. Kommunen har cirka 700 invånare.
Kommunen ingår i förvaltningsområdet Rochlitz tillsammans med kommunerna Königsfeld, Rochlitz, och Seelitz.